# Château de la Motte-des-Vaux
Pour les articles homonymes, voir Château de la Motte.
Le château de la Motte-des-Vaux est situé sur la commune d'Ercé-en-Lamée, dans le département d'Ille-et-Vilaine.

## Historique
Au XVe siècle, le château de la Motte appartient à Jean d'Aiguillon, puis à Jean de Cornulier en 1619, sieur de Lucinière et de La Motte. Il passe ensuite aux Vaux au XVIIe siècle, aux Picaud, sieur de La Pommeraye, en 1762, et aux Rolland de Rengervé, jusqu'en 1981. 
La motte castrale des XIe – XIIIe siècles, qui se situait au sud-ouest du bâtiment actuel, est rasée vers 1990. Le pavillon à l'ouest porte les armoiries des Rolland de Rengervé et des Le Bastard de Villeneuve, dont Frédéric Rolland de Rengervé a épousé une fille, Louise.